# Castillo Izushi
El Castillo Izushi (出石城 Izushi-jō?) es un castillo japonés del tipo yamashiro localizado en Izushi, prefectura de Hyōgo en Japón.
Yamana Suketoyo construyó el castillo en el monte Ariko. Cayó en manos de las fuerzas de Toyotomi Hideyoshi en 1580 por lo que el castillo fue reconstruido en la base de la montaña en 1604 por Yoshifusa Koide.
En 1979, el Tojomon (Puerta Tojo) y la yagura Nishisumi fueron reconstruidos. Fuera de éstas construcciones, lo único que queda del castillo son las ruinas, aunque la ciudad de Izushi aun conserva el arreglo militar con que se diseñó el castillo y sus alrededores.